# Achtsilbler
Der Achtsilb(l)er ist in der Verslehre bei silbenzählendem Versprinzip ein Versmaß bzw. Vers mit acht Silben. Neben Zehnsilbler und Vers commun spielt er in der mittelalterlichen französischen Literatur eine wichtige Rolle. Auch in der indischen Dichtung kommt er häufig vor. Im Sanskrit besteht der Shloka aus 32 Silben, die in vier Versviertel zu ja mal acht Silben aufgeteilt sind. 
Gelegentlich, vor allem im Kontext antiker Dichtung, wird auch die Bezeichnung Oktosyllabus verwendet.